# Dale Allison
Dale Clifford Allison (Wichita, 25 novembre 1955) è un biblista statunitense.

## Biografia e carriera
Dale Allison ha studiato alla Wichita State University, dove ha conseguito il Bachelor of Arts nel 1977, quindi ha proseguito gli studi all'Università Duke, dove ha conseguito il Master of Arts nel 1979 e il Ph.D. nel 1982. Dal 1982 al 1986 ha lavorato come ricercatore alla Texas Christian University. Nel 1987 e 1988 è stato lettore alla Wichita State University e dal 1989 al 1997 ha lavorato come ricercatore alla Friends University di Wichita. Nel 1997 è diventato professore associato al Seminario Teologico di Pittsburgh, dove ha lavorato fino al 2013, anno in cui è diventato professore ordinario al Seminario Teologico di Princeton. Nella sua attività accademica, Allison ha effettuato studi sul cristianesimo delle origini, il Gesù storico e la storia della teologia cristiana. Durante la sua carriera, ha scritto una ventina di libri e numerosi articoli ed è stato curatore editoriale dell'Encyclopedia of the Bible and Its Reception e delle riviste New Testament Studies e Journal for the Study of the Historical Jesus.
Dale Allison fa parte della Chiesa presbiteriana statunitense, in cui ricopre il ruolo di "anziano". È sposato con Kristine Yates, da cui ha avuto tre figli.

## Libri pubblicati
- The End of the Ages Has Come: An Early Interpretation of the Passion and Resurrection of Jesus, Fortress, 1985
- The New Moses: A Matthean Typology, Fortress and T & T. Clark, 1993
- The Silence of Angels, Trinity Press International, 1995
- The Jesus Tradition in Q, Trinity Press International, 1997
- Jesus of Nazareth: Millenarian Prophet, Fortress, 1998
- The Sermon on the Mount: Inspiring the Moral Imagination (Crossroad Companions to the New Testament), Crossroad, 1999
- The Intertextual Jesus: Scripture in Q, Trinity Press Intl., 2000
- Scriptural Allusions in the New Testament: Light from the Dead Sea Scrolls (The Dead Sea Scrolls and Christian Origins Library 5), BIBAL Press, 2000
- The Testament of Abraham, Commentaries on Early Jewish Literature, de Gruyter, 2003
- Studies in Matthew: Interpretation Past and Present, Baker Academic, 2005
- Resurrecting Jesus: The Earliest Christian Tradition and Its Interpreters, T. & T. Clark International, 2005
- Matthew: A Shorter Commentary, T. & T. Clark International, 2005
- The Luminous Dusk: Finding God in the Deep, Still Places, Eerdmans, 2006
- The Love There That's Sleeping: The Art and Spirituality of George Harrison, T. & T. Clark International, 2006
- The Historical Christ and the Theological Jesus, Wm. B. Eerdmans Publishing Co., 2009
- Constructing Jesus: Memory, Imagination, and History, Baker Academic, 2010
- A critical and exegetical commentary on the Epistle of James, T. & T. Clark, 2013
- Night Comes: Death, Imagination, and the Last Things, Wm.B.Eerdmans Publishing Co., 2016
- Con William D. Davies (coautore), An Exegetical and Critical Commentary on the Gospel according to St. Matthew (Vol. l, chapters 1-7), T. & T. Clark, 1988
- Con William D. Davies (coautore), An Exegetical and Critical Commentary on the Gospel according to St. Matthew (Vol. 2, chapters 8-18), T. & T. Clark, 1991
- Con William D. Davies (coautore), An Exegetical and Critical Commentary on the Gospel according to St. Matthew (Vol. 3, chapters 19-28), T. & T. Clark, 1997